# Piero Angela
Piero Angela (Turín, 22 de diciembre de 1928-Roma, 13 de agosto de 2022) fue un periodista, divulgador científico y pianista italiano.

## Biografía

### Música
Hijo del médico y antifascista turinés Carlo Angela, a la edad de siete años inició a tomar clases particulares de piano y, más adelante, comenzó a desarrollar su interés por la música jazz. A los veinte años, en 1948, con el nombre de Peter Angela se presentó en varias jam session en los clubes de jazz turineses. En el mismo año fue notado por el empresario Sergio Bernardini, que lo invitó a tocar en la noche inaugural del Chozo de Viareggio. En los primeros años cincuenta formó –junto al baterista Franco Mondini– un trío musical, en el cual se alternaron varios contrabajistas. Al trío a menudo se sumaron artistas de renombre como por ejemplo Nini Rosso, Franco Pisano y el excornetista de Duke Ellington, Rex Stewart. En el ínterin contratado en la RAI, en 1952,dejó la actividad musical profesional para dedicarse al periodismo. A pesar de que haya abandonado desde entonces la actividad musical profesional, fue un estudioso del jazz, aunque sólo como aficionado: no es infrecuente, cuando una transmisión conducida por él tocó argumentos de algún modo conexos con la música, como por ejemplo los fenómenos acústicos, verlo exhibirse al piano y tocar junto a conocidos músicos de jazz profesionales.

### Periodismo
El primer encargo en el ente radiotelevisivo del Estado fue como cronista y colaborador del Giornale Radio. Con la llegada de la televisión (1954) pasó al Telediario, por el que fue corresponsal, primero de París, luego de Bruselas, de 1955 a 1968. Junto a Andrea Barbato fue el conductor de la primera edición del Telediario Nacional de las 13:30 y, en 1976, fue el primer conductor del TG2.
Influenciado por la lección documentaristica de Roberto Rossellini, en 1968 realizó una serie de documentales con el título Il futuro nello spazio (El futuro en el espacio), sobre el tema del programa Apolo, cuyo objetivo fue llevar los primeros astronautas sobre la Luna). Inició por lo tanto una larga actividad de divulgación científica, que lo llevó a producir numerosas transmisiones de información en los años siguientes entre las que están: Destinazione Uomo (Destino Hombre), diez episodios, Da zero a tre anni (De cero a tres años), tres episodios, Dove va il mondo? (¿A dónde va el mundo?), cinco episodios, Nel buio degli anni luce (En la oscuridad de los años luz), ocho episodios, Indagine critica sulla parapsicología (Investigación crítica sobre la parapsicología), siete episodios, Nel cosmo alla ricerca della vita (En el cosmos a la búsqueda de la vida, cinco episodios.

### Divulgación científica

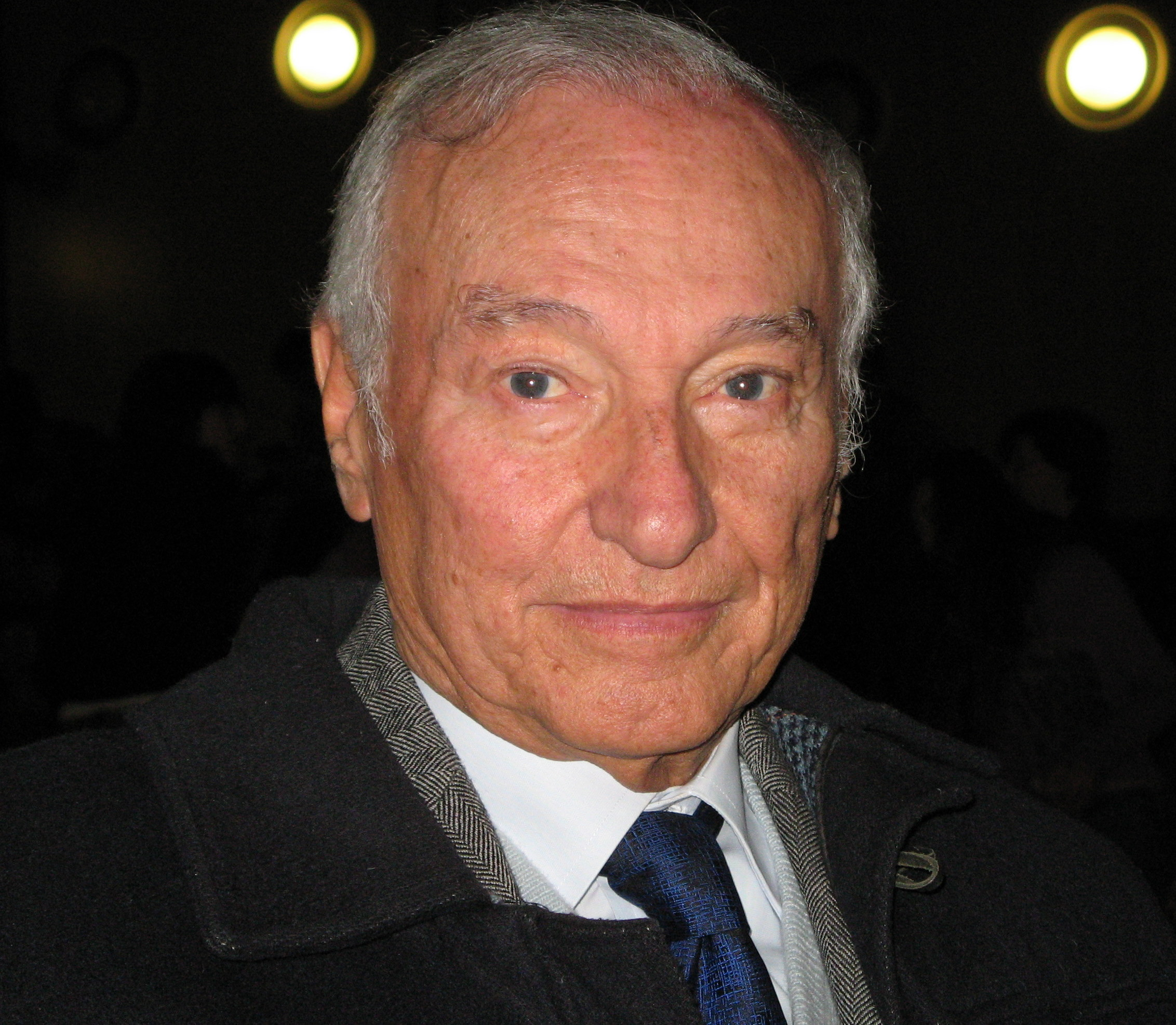
Piero Angela en 2007

Al fin de los años setenta, decidió dedicarse completamente a la realización de programas de divulgación: el primero, de 1981, fue Quark, el primer programa de tal género dirigido a un público generalista. La fórmula, todavía hoy actual, fue innovativa: se metieron en campo todos los medios tecnológicos a disposición y los recursos de la comunicación televisiva para hacer familiares los temas tratados: los documentales de la BBC y de David Attenborough, los dibujos animados de Bruno Bozzetto usados para explicar los conceptos más difíciles, las entrevistas con los expertos expuestos en el lenguaje más claro posible compatiblemente con la complejidad de los argumentos, las explicaciones en estudio. Del programa-base nacieron diferentes spin-off, algunos de los cuales todavía se producen: documentales naturalísticos (Quark speciale - Quark especial y Il mondo di Quark - El mundo de Quark, financieros (Quark Economía) y políticos (Quark Europa).
Fue en 1984 el proyecto Pillole di Quark (Píldoras de Quark), spot de treinta segundos sobre argumentos técnicos, científicos, educativos, sociales, médicos, en el aire a horarias variables sobre Rai 1 y todavía en el aire. En el mismo año realizó el primer talk-show con finalidad de entretenimiento mixto a divulgación científica: seis primeras noches en directo con el público, del Agujero Itálico, con personajes del mundo de la cultura, de la ciencia, del espectáculo y del deporte sobre el palco a interaccionar con la platea.
En 1986 y 1987 realizó, desde el Polideportivo de Turín delante de ocho mil espectadores, dos primeras noches sobre Rai Uno sobre los problemas del clima: atmósfera y océanos, al cual siguieron tres series televisivas que explotaron las nuevas tecnologías de representación gráfica por computadora: un viaje dentro del cuerpo humano (La macchina meravigliosa - la máquina maravillosa, en ocho episodios), en la prehistoria (Il pianeta dei dinosauri - El planeta de los dinosaurios, en cuatro episodios), y en el espacio (Viaggio nel cosmo - Viaje en el cosmos, en siete episodios). Tales series, realizadas con la colaboración de su hijo Alberto, fueron traducidas al inglés y vendidas en más de cuarenta países europeos, americanos y asiáticos, países árabes y China incluso. Ese mismo año escribió el argumento de la película pacifista que advierte del peligro nuclear: Il giorno prima. De 1988 fue, además, Quark italianos, serie de documentales de naturaleza, entorno, exploración, mundo animales producidos y realizados por autores italianos, entre ellos el mismo Alberto Angela, que realizó algunos documentales en África).
En 1995 nació Superquark, en el curso del que, el 4 de junio de 1999, fueron celebradas los dos mil episodios del proyecto Quark y relativas filiaciones. De aquel mismo año también el Especiales de Superquark, noches monotemáticas sobre argumentos de gran interés social, psicológico y científico y la colaboración al programa televisivo Domenica In..., en el que fue conductor de un espacio dedicado a la cultura.
De 2001, Piero y Alberto Angela son autores de Ulisse (Ulises), programa a episodios monográficos referidos a descubrimientos históricos y científicos. Paralelamente a la actividad divulgadora en televisión, desarrolló la actividad editorial, siempre de contenido informativo. Desde largo tiempo es curador de la columna "Ciencia y sociedad" sobre el semanal TV Sorrisi e Canzoni; ha sido, además, curador y supervisor de la publicación mensual Quark, por él mismo fundado en 2001 y sucesivamente suelto en 2006 por falta de fondos, que, sobre la falsilla del homónimo programa, trató temas científicos de manera accesible al público. Fue también autor de más de treinta libros, mucho de ellos traducidos en inglés, alemán y español, con una tirada total de más de tres millones de copias.
En 1989 estuvo entre los fundadores del CICAP, del que es socio efectivo, asociación para el control sobre lo paranormal, nacida para promover la educación científica y el espíritu crítico, además de para indagar sobre la efectiva existencia de los presuntos fenómenos paranormales.
En el curso de su larga actividad recibió numerosos reconocimientos en Italia y al extranjero, entre los que el premio Kalinga del Unesco por los méritos en la divulgación científica, y numerosas licenciaturas honoris causa, actualmente ocho. En 2000 fue citado en tribunal por difamación por dos asociaciones homeopáticas, una FIAMO y la otra SIMO en una causa civil y una cláusula penal, en consecuencia de la transmisión de Superquark del 11 de julio de 2000 en el que la medicina homeopática fue acusada de no tener fundamento científico, sin dar la palabra a los partidarios de esta disciplina. Fue absuelto en ambas causas.

## Programas televisivos
Todos los programas han sido transmitidos por Rai 1.
- Il futuro nello spazio (1968)
- Destinazione uomo (1971)
- Da zero a tre anni
- Dove va il mondo?
- Nel buio degli anni luce
- Indagine sulla parapsicología (1978)
- Nel cosmo alla ricerca della vita (1980)
- Quark (dal 1981), che ha generato un'intera famiglia di trasmissioni:
- Pillole di Quark (dal 1983)
- Il mondo di Quark (dal 1984)
- Quark Economía (1986)
- Quark Europa (1986)
- Quark Speciale
- Quark Scienza
- Enciclopedia di Quark (1993)
- Superquark (dal 1994)
- Speciali di Superquark (dal 1999)
- La macchina meravigliosa (1990)
- Serata Oceano (1991)
- Il pianeta dei dinosauri (1993)
- Viaggio nel cosmo (1998)